# Prix Georges-Lerminier du Syndicat de la critique
 (avril 2024).
Si vous disposez d'ouvrages ou d'articles de référence ou si vous connaissez des sites web de qualité traitant du thème abordé ici, merci de compléter l'article en donnant les références utiles à sa vérifiabilité et en les liant à la section « Notes et références ».
Le prix Georges Lerminier du Syndicat de la critique est une distinction artistique française récompensant les meilleurs spectacles théâtraux créés en province de l'année.

## Palmarès
- 1975-1976 : Baal de Bertolt Brecht, mise en scène André Engel, Théâtre national de Strasbourg
- 1976-1977 : Palazzo Mentale de Pierre Bourgeade, mise en scène Georges Lavaudant, Nouveau Centre dramatique de Grenoble
- 1977-1978 : La Mouette d'Anton Tchekhov, mise en scène Bruno Bayen, Centre dramatique de Toulouse
- 1978-1979 : Attention au travail mise en scène Gildas Bourdet, Théâtre de la Salamandre-Centre dramatique du Nord, et Et pourtant ce silence ne pouvait être vide de Jean Magnan, mise en scène Robert Gironès, Théâtre de la Reprise-Théâtre du 8e à Lyon, ex æquo
- 1979-1980 : Vichy-fictions (Convoi avec Ruines; Violences à Vichy) de Michel Deutsch et Bernard Chartreux, mise en scène Jean-Pierre Vincent, Théâtre national de Strasbourg
- 1980-1981 : Peer Gynt d'Henrik Ibsen, adaptation François Regnault, mise en scène Patrice Chéreau, TNP Villeurbanne
- 1981-1982 : Les Géants de la montagne de Luigi Pirandello, adaptation Danièle Sallenave, mise en scène Georges Lavaudant, Centre dramatique des Alpes-Grenoble
- 1982-1983 : Les Trois Mousquetaires d'Alexandre Dumas, mise en scène Marcel Maréchal, Théâtre de la Criée-Marseille
- 1983-1984 : Le Pain dur de Paul Claudel, mise en scène Gildas Bourdet, Théâtre national du Nord-Pas-de-Calais, Tourcoing
- 1984-1985 : Été d'Edward Bond, mise en scène Michel Dubois, et Usinage de Daniel Lemahieu, mise en scène Claude Yersin, Comédie de Caen
- 1985-1986 : L'Avare de Molière, mise en scène Roger Planchon, TNP Villeurbanne
- 1986-1987 : Capitaine Bada de Jean Vauthier, mise en scène Marcel Maréchal, Théâtre national de la Criée, et Rosmersholm d'Henrik Ibsen, mise en scène Jacques Lassalle, Théâtre national de Strasbourg, ex æquo
- 1987-1988 : Le Faiseur de théâtre de Thomas Bernhard, mise en scène Jean-Pierre Vincent, TNP Villeurbanne
- 1988-1989 : Le Triomphe de l'amour de Marivaux, et Monstre aimé de Javier Tomeo, mise en scène Jacques Nichet, Centre dramatique du Languedoc-Roussillon
- 1989-1990 : Platonov d'Anton Tchekhov, mise en scène Georges Lavaudant, TNP Villeurbanne
- 1990-1991 : Quatre heures à Chatila de Jean Genet, mise en scène Alain Milianti, Maison de la Culture du Havre
- 1991-1992 : Le Théâtre ambulant Chopalovitch de Lioubomir Simovitch, mise en scène Jean-Paul Wenzel, Maillon de Strasbourg, Théâtre de la Ville
- 1992-1993 : Henri VI de William Shakespeare, adaptation et mise en scène Stuart Seide, Centre dramatique de Poitou-Charentes
- 1993-1994 : Pan Theodor Mundstock de Ladislav Fuks, mise en scène Bruno Boëglin, Festival d'Avignon
- 1994-1995 : Pièces de guerre d'Edward Bond, adaptation Michel Vittoz, mise en scène Alain Françon, Centre dramatique de Savoie au Festival d'Avignon
- 1995-1996 : Un mois à la campagne d'Ivan Tourgueniev, mise en scène Yves Beaunesne, Le Quartz
- 1996-1997 : Peer Gynt d'Henrik Ibsen, mise en scène Stéphane Braunschweig, Centre dramatique d'Orléans et de Gennevilliers, et au Festival d'automne
- 1997-1998 : Le Triomphe de l'amour de Marivaux, mise en scène Roger Planchon, TNP Villeurbanne
- 1998-1999 : Woyzeck de Georg Büchner, mise en scène André Engel, Centre dramatique de Savoie
- 1999-2000 : Le Courage de ma mère de George Tabori, mise en scène Claude Yersin, Centre dramatique d'Angers
- 2000-2001 : Trilogie Tchekhov : Ivanov, La Mouette, Cercle de famille pour trois sœurs, mise en scène Éric Lacascade, Centre dramatique de Normandie, Festival d'Avignon
- 2001-2002 : Mère Courage et ses enfants de Bertolt Brecht, mise en scène Christian Schiaretti, Comédie de Reims, TNP Villeurbanne
- 2002-2003 : Le Soulier de satin de Paul Claudel, mise en scène Olivier Py, Centre dramatique national Orléans-Loiret-Centre
- 2003-2004 : Le Jugement dernier d'Ödön von Horváth, mise en scène André Engel, Centre dramatique national de Savoie, Odéon-Théâtre de l'Europe
- 2004-2005 : Brand d'Henrik Ibsen, mise en scène Stéphane Braunschweig, Théâtre national de Strasbourg
- 2005-2006 : Faut pas payer ! de Dario Fo, mise en scène Jacques Nichet, Théâtre national de Toulouse
- 2006-2007 : Coriolan de William Shakespeare, mise en scène Christian Schiaretti, TNP Villeurbanne
- 2007-2008 : Hop-là, nous vivons ! d'Ernst Toller, mise en scène Christophe Perton
- 2008-2009 : Tartuffe de Molière, mise en scène Stéphane Braunschweig, Théâtre national de Strasbourg
- 2009-2010 : Les Justes d'Albert Camus, mise en scène Stanislas Nordey, CDN Angers, Théâtre national de la Colline
- 2010-2011 : Mille francs de récompense de Victor Hugo, mise en scène Laurent Pelly, Théâtre national de Toulouse
- 2011-2012 : Jan Karski (mon nom est une fiction) d'après Yannick Haenel, mise en scène Arthur Nauzyciel, Centre dramatique national Orléans-Loiret-Centre, Festival d'Avignon
- 2012-2013 : Les Criminels de Ferdinand Bruckner, mise en scène Richard Brunel, Comédie de Valence- CDN Drôme-Ardèche, Théâtre national de la Colline
- 2013-2014 : Une saison au Congo d'Aimé Césaire, mise en scène Christian Schiaretti, TNP Villeurbanne, Les Gémeaux
- 2014-2015 : Affabulazione de Pier Paolo Pasolini, mise en scène Stanislas Nordey, théâtre Vidy-Lausanne, théâtre national de Bretagne, théâtre national de la Colline
- 2015-2016 : Figaro divorce d'Ödön von Horváth, mise en scène Christophe Rauck, théâtre du Nord, Le Monfort
- 2016-2017 : Les Bas-fonds de Maxime Gorki, mise en scène Éric Lacascade, Théâtre National de Bretagne[1]
- 2017-2018 : Saïgon, texte et mise en scène Caroline Guiela Nguyen, Compagnie Les Hommes approximatifs / Comédie de Valence – CDN Drôme-Ardèche /joué au Théâtre de l’Odéon[2]
- 2018-2019 : Insoutenables longues étreintes d’Iran Viripaev, mise en scène de Galin Stoev, Théâtre de la Cité de Toulouse[3]
- 2019-2020 : Pelleas et Mélisande de Maurice Maeterlinck, mise en scène Julie Duclos, Festival Avignon, Théâtre de l'Odéon[4]
- 2020-2021 : Le jeu des ombres de Valère Novarina, mise en scène Jean Bellorini, Festival d’Avignon[5]
- 2021-2022 : La Seconde Surprise de l’amour de Marivaux, mise en scène d’Alain Françon[6]
- 2022-2023 : Le Nid de cendres de Simon Falguières, re-création au Festival d’Avignon[7]
- 2023-2024 : Le Mandat de Nicolaï Erdman, adaptation et mise en scène de Patrick Pineau (Création aux Célestins, Théâtre de Lyon) [8]